# Сауэрби, Джеймс Де Карл
Джеймс Де Карл Са́уэрби (англ. James De Carle Sowerby; 5 июня 1787, Лондон — 26 августа 1871, Брент, Большой Лондон) — британский минералог, биолог и художник-иллюстратор. Получил образование в области химии.
Он продолжил работу своего отца Джеймса Сауэрби и опубликовал вместе со своим братом, Джорджем Бреттингэмом Соверби I, последние тома Минеральной конхологии Великобритании, начатой его отцом.
Вместе с кузеном основал Королевское Ботаническое общество и был его председателем в течение 30 лет.